# Archidiocèse de Moncton
L’archidiocèse métropolitain de Moncton est un archidiocèse catholique situé dans la province canadienne du Nouveau-Brunswick. Il a été érigé canoniquement le 22 février 1936.

## Histoire
L'archidiocèse de Moncton a été érigé le 22 février 1936  par la bulle Ad animarum salutem du pape Pie XI, à partir de territoires des diocèses de Chatham (aujourd'hui le diocèse de Bathurst) et de Saint-Jean. Par la bulle Si qua sit, la province ecclésiastique de Moncton est créée. Établie en 1936, elle comprend comme suffragants tous les diocèses du Nouveau-Brunswick, à savoir :
- Saint-jean, érigé en 1842 ;
- Bathurst, érigé en 1860 sous le nom de diocèse de Chatham ;
- Edmundston, érigé en 1944.

L'archidiocèse couvre 12 000 km² et étend sa juridiction sur les fidèles catholiques de rite latin résidant dans les comtés d'Albert, de Kent et de Westmorland, dans le sud-est de la province du Nouveau-Brunswick.
Le siège de l'archidiocèse est situé dans la ville de Moncton, où se trouve la cathédrale Notre-Dame-de-l'Assomption.
En 2021, l'archidiocèse comptait 46 paroisses. 
L'archidiocèse à reçu la visite pastorale du pape Jean-Paul II en septembre 1984.

## Abus
Le documentaire Le Silence, sorti en 2021, évoque les agressions sexuelles de prêtres catholiques perpétrées pendant des décennies. De nombreux prêtres comme Camille Léger à Cap-Pelé, Lévi Noël à Bathurst ou encore Yvon Arsenault ont agressé des centaines d'enfants. Des victimes de ces prêtres pédophiles décident de rompre le silence et s'expriment dans ce documentaire,. L'archevêque Valéry Vienneau a refusé de s'exprimer dans le documentaire préférant garder le silence.

## Archevêques
- Arthur Melanson (1936-1941)
- Norbert Robichaud (1942-1972)
- Donat Chiasson (1972-1995)
- Ernest Léger (1996-2002)
- André Richard (2002-2012)
- Valéry Vienneau (2012-2023)
- Guy Desrochers (2023- )